# Lambert le Bègue
Lambert le Bègue (en latin : Balbus), également appelé Lambert « li Bèghes », « li Bèges », « le Bège » ou encore « le Begghe », mort en 1177, est un prêtre liégeois, réformateur rigoriste itinérant, dont l’activité pastorale a pris place en principauté de Liège dans le troisième quart du XIIe siècle.
Les prêches de Lambert, qui rendent accessibles les textes sacrés en langue vernaculaire, attirent un public populaire nombreux devant lequel il critique le clergé liégeois pour sa cupidité et son laxisme, invitant chaque chrétien à se comporter de manière exemplaire. 
Défenseur de la réforme grégorienne dans un bastion de la très conservatrice Église de Lotharingie, il dénonce la simonie ainsi que les fastes ecclésiaux et prône une éthique puritaine qui, estompant la distinction entre clercs et laïcs, suscite l’inquiétude puis la réaction de sa hiérarchie : accusé d'hérésie et emprisonné sur ordre du prince-évêque Raoul de Zähringen, il parvient à gagner Rome pour y défendre sa cause devant l’antipape Calixte III qui le réhabilite.
Longtemps considéré — à tort — comme le fondateur du mouvement béguinal, cet apôtre d'un mouvement religieux populaire n'en a pas moins marqué par sa pastorale les mouvements laïcs chrétiens des Pays-Bas méridionaux médiévaux, mouvements aspirant à mener une vie religieuse en dehors des monastères et à interpréter les Écritures sans la tutelle des clercs. 

## Éléments biographiques

### Les sources
Ce que l'on connaît de la biographie de Lambert repose sur peu de choses, essentiellement concentré sur sa période de prédication et sur les éléments de sa défense auprès de l'antipape Calixte III, parmi lesquels on a conservé six lettres de Lambert ou d'autres protagonistes, ainsi qu'un traité polémique intitulé Antigraphum Petri, un dossier de défense entièrement recopié en 1200 par l'un des partisans du prêtre liégeois. Ainsi, cas unique dans l'historiographie des dissidents religieux de l'époque, les sources documentaires le concernant sont exclusivement composées du point de vue de l'accusé.

### Clerc réformateur
Lambert naît entre 1120 et 1135 dans une famille modeste (de humeliore plebe) dont le père est charpentier et la mère une femme simple et pieuse. Il est possible qu'il ait eu un frère prénommé Pierre exerçant avec succès la profession de marchand. Ordonné prêtre vers 1164, sous l'épiscopat du prince-évêque Henri II de Leez, Lambert est responsable d'une modeste église délabrée d'une paroisse dépendant du chapitre de Saint-Paul — probablement Saint-Martin-en-Isle — église qu'il entreprend de restaurer afin d'« amélior[er] tout le nécessaire au culte divin ». Ces améliorations engendrent une augmentation de la redevance annuelle que lui réclame sa hiérarchie, ce dont le prêtre refuse de s’acquitter : après trois ans, il se voit alors relégué extra-muros par les autorités ecclésiastiques vers une chapelle des faubourgs de la ville, Saint-Christophe, dans un quartier où à cette époque se concentrent pelletiers et tisserands.    

Situation des paroisses de Saint-Martin en Isle, Saint-Paul et Saint-Christophe au tournant du XIIIe siècle.

Depuis plusieurs décennies déjà, la principauté de Liège est le théâtre d'une opposition entre d'une part les tenants de la réforme grégorienne, qui entendent notamment combattre la simonie, et d'autre part une partie du clergé, notamment la hiérarchie, qui refuse de remettre en cause les échanges qui la lient à l'aristocratie laïque. Cette lutte a pour enjeu la fonction sociale de l'Église : déjà vers 1120, le théologien Rupert de Deutz est exilé par le prince-évêque Otbert pour avoir dénoncé l'« hérésie simoniaque » et, à l'époque de Lambert, le haut clergé — souvent recruté au sein des familles de la noblesse — demeure à Liège un bastion conservateur « pré-grégorien » de l'Église lotharingienne qui façonne l’Église impériale ottonienne.   
C'est dans cette atmosphère que, le 13 mars 1166, le prêtre de paroisse s'invite à un synode diocésain de la principauté épiscopale où, témoignant d'un « grégorianisme radical », il défend les mesures réformatrices d'Henri de Leez, abandonnées par son successeur. Il s'y lance dans une virulente diatribe contre la simonie et l'indignité des clercs, dénonçant dans un discours « puritain » qui inquiète jusqu'au prince-évêque Alexandre II, l'incontinence charnelle des prêtres, l'ordination de fils issus de leurs concubinages — pourtant interdite par Henri de Leez mais ré-autorisée par Alexandre —, la richesse ostentatoire des vêtements cléricaux ou encore les pratiques divinatoires auxquelles se livrent certains officiants durant le culte. Ce type de contestations est caractéristique de milieux évangéliques médiévaux, qui produisent une condamnation morale de la dérive mondaine et des abus de l'institution ecclésiale qui l'éloignent de la pureté de l'église primitive. 
Lambert poursuit son entreprise de moralisation à Saint-Christophe à travers des sermons qui lui aliènent une importante partie du haut clergé mais rassemblent de plus en plus de fidèles autour de sa chapelle des faubourgs puis au-delà de la ville : sa prédication devenue itinérante, on le retrouve ainsi vers 1170 dans la région de Huy où il s'attaque aux chanoines de l'abbaye de Neufmoustier et à d'autres religieux locaux dont il estime excessives les sommes qu'ils demandent aux fidèles pour leur administrer les divers sacrements, dont le baptême. 

### Accusations d'hérésie

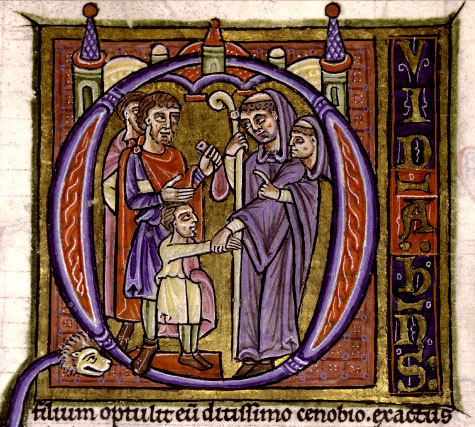
Enluminure représentant un abbé pratiquant la simonie, Decretum Gratiani, Douai - BM - ms. 0590, f. 059v., XIIe siècle.

Certains membres du clergé de la Principauté prennent peur et montent contre Lambert une campagne, l'accusant de différentes positions ou pratiques hérétiques: négation de la présence corporelle du Christ dans l'Eucharistie ou de la dimension salvifique du baptême et de la confession, inutilité de l'eau et du vin pour la célébration de la messe... Autant d'accusations qui tendent à assimiler Lambert à la dissidence religieuse qui se développe alors dans des villes comme Cologne et Reims ou encore en divers endroits de Flandre, dissidences qualifiées de « cathares » par Eckbert de Schönau afin de déplacer les critiques de l’Église institutionnelle vers le terrain théologique sur lequel « l’accusation d’hérésie vaut disqualification ». 
On reproche également à Lambert de s'opposer aux croisades, d'inciter ses auditeurs à travailler le dimanche ou pendant les jours fériés et, dans le même sens mais plus grave encore, on lui impute deux dangereux travers, contre lesquelles il doit se défendre avec fermeté : le premier est celui de s'être constitué un parti de « sectateurs » (sectatores) — un terme péjoratif alors explicitement synonyme d'« hérétiques » — s'adonnant à leur propre culte dans des assemblées privées et se dispensant du culte commun ainsi que de la communion ; le second est celui de brouiller la frontière entre clercs et laïcs en donnant à ces derniers l'accès aux écritures par les traductions qu'il en propose en langue vernaculaire, une tendance qui se développe dans les courants réformistes médiévaux et inquiète les autorités ecclésiastiques dans la mesure où cet accès direct aux textes permet une approche renouvelée du christianisme qui peut s'affranchir des règles et de l'encadrement ecclésiaux.  
L'affaire est portée devant le successeur d'Alexandre, le prince-évêque Raoul de Zähringen qui, installé en 1167, réunit un synode local afin de juger le prêtre, synode où siège un haut clergé resté fermé aux idéaux du grégorianisme et complètement hostile aux positions de Lambert. Un membre du synode fait état de témoignages très défavorables à Lambert qui les récuse et, empêché de se défendre correctement, demande à être soumis à l'ordalie du fer rouge afin de prouver son innocence, proposition qui cause un grand tumulte. Sur ordre direct de l'évêque, vers 1175, il est alors arrêté et emprisonné à Liège puis à Revogne, en Ardennes, tandis que cinq prêtres et plusieurs diacres proches de lui sont privés de leurs bénéfices ecclésiastiques et exilés.     
Le synode ne tranche pas son cas pour autant et lui propose, pour recouvrer la liberté, d'admettre les accusations portées à son encontre en audience publique, ce qu'il refuse. De sa prison, le condamné en appelle à l'antipape Calixte III, reconnu par l'empereur germanique, en lui faisant parvenir à Rome un traité intitulé Antigraphum Petri  (« Défense de Pierre ») qui décrit —  afin que le pontife puisse juger de l'orthodoxie de ses positions — le relâchement moral du clergé liégeois, sans toutefois que l'on sache si le prêtre liégeois, qui dénonce les mêmes faits, en est l'auteur.

### Réhabilitation

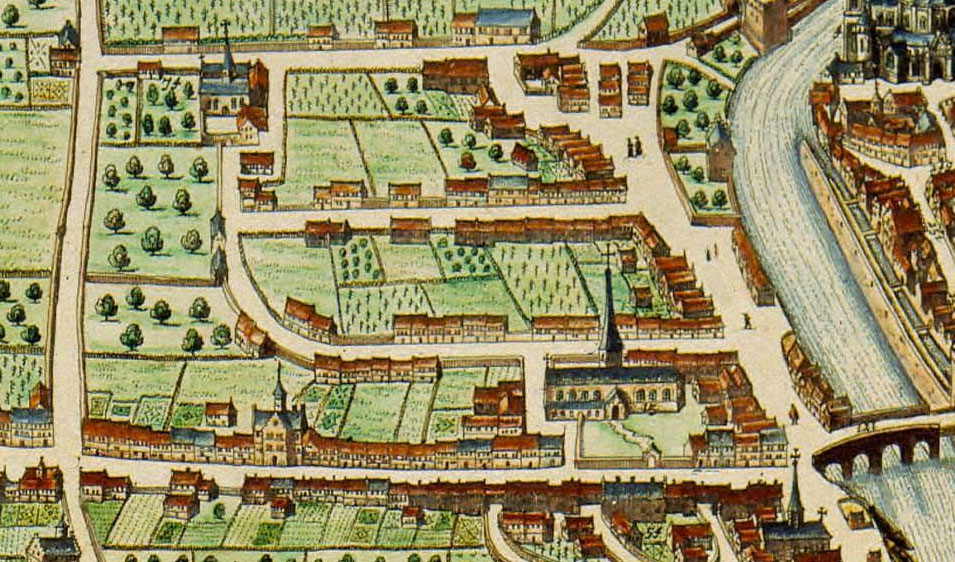
Béguinage et église Saint-Christophe de Liège, extrait de la Carte de Liège publiée par Johan Blaeu en 1649.

Avant que le procès ne soit davantage engagé, le prêtre décide de plaider lui-même sa cause et rédige une défense solidement argumentée sous forme de lettres adressées à Calixte, dans la tradition des écrits polémiques de la Querelle des Investitures. Décidé à porter sa défense devant le prélat romain, il s'échappe ou est libéré de sa prison et rejoint la cour pontificale près de Rome. À Liège, ses partisans sont pendant ce temps vilipendés voire persécutés de diverses manières, quand ils ne sont pas chassés de la ville.     
Mais en 1177, Calixte annule la procédure pour hérésie , non sans avoir préalablement ordonné sèchement au prince-évêque — auquel il reproche de ne pas avoir laissé Lambert se défendre ni avoir pu recourir à son autorité pontificale — de rétablir les cinq prêtres condamnés avec Lambert dans leurs fonctions et bénéfices ecclésiastiques.    
Lambert ne peut pour autant profiter de cette réhabilitation puisqu'il meurt la même année, sans que l’on sache si c’est à Rome, à Liège ou chemin faisant entre les deux villes. Une tradition ancienne veut qu’il ait été inhumé en la chapelle Saint-Christophe mais on n'a pas conservé trace de sa sépulture. Cette chapelle, jouxtant un hôpital auquel des « femmes religieuses » (mulieres religiosae) rendent service sans y être attachées, est érigée avant 1183 en une paroisse qui accueille une communauté béguinale au tournant du siècle, dont les statuts sont reconnus par les autorités épiscopales vers la fin des années 1240. Au sein de cette communauté, les béguines honorent bientôt Lambert — ou sont instruites de l'honorer — comme leur fondateur, lui réservant des prières particulières.   

## Pastorale

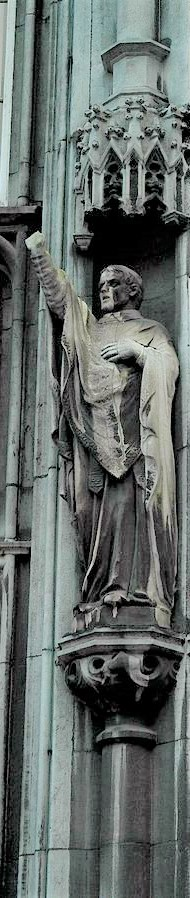
Lambert Le Bègue par Léopold Noppius, fin XIXe siècle, Palais des princes-évêques de Liège.

### Vita apostolica
La pastorale de Lambert traduit une aspiration, fréquente chez les évangéliques réformateurs des XIe et XIIe siècles, à une vita apostolica à l'imitation des premiers apôtres, un retour aux origines dans une recherche de perfection chrétienne dont les pratiquants les plus zélés — qui critiquent de plus en plus ouvertement l'opulence de l'Église — sont perçus tantôt comme saints, à l'instar des Humiliati, tantôt comme hérétiques, à l'instar des Vaudois, les convictions de François d'Assise, qui constitue l'apogée de cette vita apostolica, « inspirant aussi bien l'hérésie que la persécution » dans la deuxième moitié du XIIIe siècle. Ainsi, comme nombre de réformateurs de l'époque qui prêchent ce retour aux sources, Lambert — décrit comme l'« apôtre d'un mouvement religieux populaire » — se réclame de l'« Église initiale » (primordia nascentis Ecclesie) et n'hésite d'ailleurs pas, lorsqu'il doit se défendre, et à se dire injustement persécuté comme le Christ lui-même, dont il rappelle dans un opportun parallèle que son propre père est également charpentier.   
De manière générale et dans une approche caractéristique de l'avant-garde « puritaine » de la spiritualité du XIIe siècle, se fondant sur la Bible et les écrits d'Augustin d'Hippone, Lambert invite ses fidèles à privilégier la pureté des intentions et la recherche d'une discipline morale plutôt que l'attachement aux règles formelles dénuées de sens de la liturgie : dans sa défense auprès du pape, il explique que ceux qui suivent l'exemple du Christ à travers lui « ont vu [ses] humbles dehors, l'austérité de [son] régime alimentaire, [son] mépris pour la gloire et les richesses, [son] attention scrupuleuse à la pureté du culte divin et au soin des âmes ».   

### Langue vulgaire
S'adressant surtout aux gens de métier, il propose des textes en langue vernaculaire à l'usage de ses paroissiens et diffuse des traductions habituellement réservées aux ecclésiastiques pour leurs sermons. Pour Lambert, la doctrine chrétienne se comprend mieux dans la langue vulgaire que dans la langue latine, ce qui motive ses traductions et ses écrits destinés à une lecture privée qui doit permettre tant aux clercs qu'aux laïcs d’approfondir à la maison les enseignements reçus en latin pendant la messe. Il compose ainsi lui-même une adaptation versifiée en langue romane des Actes des Apôtres pour en faciliter la mémorisation et la récitation « afin que les fidèles, une fois rentrés chez eux, puissent chanter des psaumes, des hymnes et des cantiques spirituels, en méditant sur ce qu'ils [ont] entendu à l'église et en s'exhortant mutuellement à s'y conformer ».    
C'est notamment ces écrits et l’exaltation de la langue du peuple qui nourrit l'accusation portée à son encontre par le haut clergé principautaire de révéler l’Écriture aux « illettrés », c’est-à-dire à ceux qui n'ont pas reçu une formation formelle en latin, un « illettrisme » auquel les élites cléricales assimilent la langue vulgaire qui, distante de la culture latine, est soupçonnée de faire le lit de l'hérésie en « ouvr[ant] les Saintes Écritures aux indignes ». En outre, en stimulant ces « cercles de lecture biblique » qui facilitent l'accès autonome des laïcs aux textes habituellement réservés aux clercs, Lambert remet en cause la supériorité ecclésiale du clergé sur le laïcat, avançant que le sacerdoce est davantage affaire de transmission de connaissance que de poser des actes liturgiques; il considère d'ailleurs que son statut de prêtre ordonné représente peu en comparaison avec la piété et la dévotion de ses paroissiens.      

### Puritanisme
Lambert désapprouve également avec véhémence la distorsion qui règne entre les valeurs dans la pratique des pèlerinages à Jérusalem : bien qu'il se défende de vouloir les faire interdire, il estime que l'argent serait mieux dépensé au bénéfice des paroissiens nécessiteux ou à racheter des captifs en Terre Sainte plutôt que de servir aux escrocs et autres fraudeurs à se racheter un semblant de respectabilité.                                                    
Dans la même veine puritaine, Lambert manifeste également une forte opposition aux rassemblements dominicaux dans les cimetières où les familles se réunissent pour se livrer à des repas et libations accompagnés de danses et de chants sur les tombes des défunts que la tradition populaire considère comme faisant toujours partie de la communauté. Lambert considère en effet les cimetières comme des lieux entièrement religieux dont doivent être écartées les pratiques coutumières, une dénonciation qui s'inscrit dans la ligne de la volonté cléricale grandissante de « faire passer sous son emprise les structures portantes de la famille et de la vie sociale que la communauté [était] jusque là habituée à contrôler seule », non sans que ces communautés nourrissent une solide résistance.                                                    
Lambert, qui souhaite « extirper les vices du temps » des cœurs et d'y semer « les germes de la vertu », explique qu'il vaut mieux que ses paroissiens s'occupent le dimanche par d'honnêtes labeurs plutôt que se livrer à ces turpitudes, ce dont ses opposants tirent d'ailleurs prétexte pour l'accuser de détourner les croyants du repos dominical.                                                     
Ainsi, la pastorale de Lambert propose « un discours critique sur la société et les usages de son temps », discours qui s'oppose « aux relations codifiées, figées par la liturgie, entre Dieu et les fidèles, les clercs et les laïcs, les vivants et les morts (...) ouvrant la perspective d'une action salutaire par la parole ». À ce titre, Lambert est un, parmi d’autres de la reprise hérésiologique du XIIe siècle. Entre le réveil carolingien et l'essor du XIIe siècle, hormis Béranger de Tours qui pose une limite, aucune hérésie ne vient déranger la répétition sans interrogation qui caractérise les trois siècles précédents. L’extension des villes, la multiplication des écoles urbaines créent un climat favorable à une reprise en force des questions théologiques. La renaissance du XIIe siècle s’accompagne inévitablement de propositions refusées, soit comme hérétiques, soit comme schismatiques.                                                     

## Lambert et le mouvement béguinal

### Étymologies

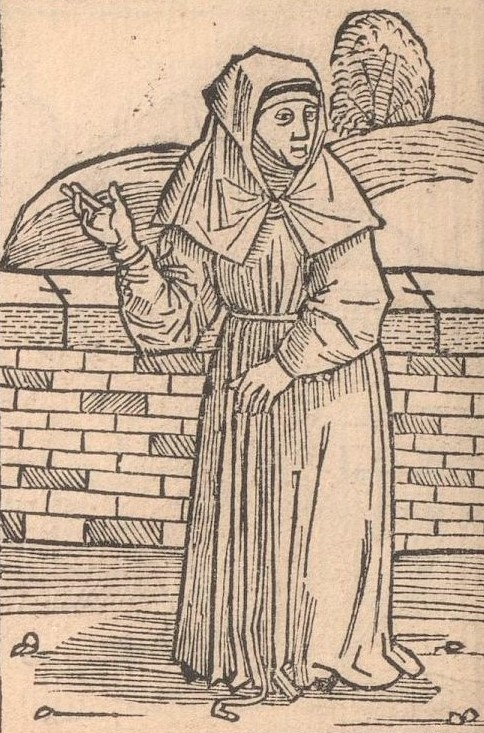
Gravure sur bois représentant une béguine, tirée de l'ouvrage Des dodes dantz, Lübeck 1489.

Dans les documents contemporains le concernant, émanant de l'entourage du prêtre, on ne trouve que la dénomination « Lambert, prêtre de Liège ». C'est à Gilles d'Orval, vers 1250, qu'on doit l'attestation de la dénomination Lambertus « li Begus » — d'où provient le contemporain « Lambert le Bègue » — à laquelle il donne une explication douteuse selon laquelle il était bègue (« quia balbus erat ») :  le péjoratif « beguin » était alors un synonyme d'« hérétique » bien attesté en Basse-Lotharingie à partir du XIIIe siècle. Quoi qu'il en soit, l'origine du surnom de Lambert — dont on trouve de nombreuses déclinaisons — reste incertaine, à l'instar de l'origine du terme « béguine » qu'une tradition a fait dériver de Lambert « le Bègue » considéré, dès le milieu du XIIIe siècle, comme fondateur du mouvement  tandis que le contraire apparaît plus vraisemblable.  

### Précurseur
Il est désormais admis que Lambert, mort en 1177, ne peut être le fondateur d’un mouvement qui ne connaît d'ailleurs à ses débuts aucune règle établie ni aucun cloître et dont les premières traces à Liège ne remontent pas avant deux ou trois décennies après sa mort, d'autant que la pastorale du prêtre liégeois ne s'adressait pas seulement à un public féminin, ce que n'auraient pas manqué de relever ses contempteurs.  
Lambert semble néanmoins avoir été sensible aux besoins intellectuels et dévotionnels de ses fidèles féminines ainsi qu'en témoigne la traduction en langue romane qui lui est attribuée d'une Vita de la vierge martyre Agnès à destination des femmes non mariées, une sainte qui sera particulièrement révérée en principauté de Liège tout au long du XIIIe siècle et deviendra sainte patronne du béguinage de Saint-Trond. Certaines aspirations des fidèles réunis autour de Lambert préfigurent par ailleurs certaines de celles qui caractérisent les communautés béguinales du XIVe siècle, au nombre desquelles la lecture dévotionnelle et les discussions sur les Écritures en petit groupe, une certaine frugalité matérielle ou encore une dévotion particulière au sacrement de l'eucharistie. 
Peut-être influencé par la mémoire des prêches de Lambert, le mouvement béguinal se développe également significativement à Huy aux XIIIe et XIVe siècles, à la suite d'une première initiative de Marie de Montroyal, dès 1251.    
Il apparaît ainsi que par son action, ses écrits et sa pastorale Lambert a largement contribué à la formation du contexte qui a fini par produire le mouvement béguinal ainsi qu'à l'intérêt de nombre de femmes laïques pour l'étude des Écritures et ce n’est pas un hasard si sa silhouette auréolée orne le début d'un psautier latin dit « de Lambert le Bègue » conservé à la British Library, datant de la seconde moitié du XIIIe siècle, accompagnée par l’inscription « cis prudom fist prumiers l’ordne de beginage » : les psautiers servaient généralement de supports d'apprentissage à la lecture et on les retrouve en usage chez les béguines pour enseigner les jeunes filles.      

### Légende et postérité locales

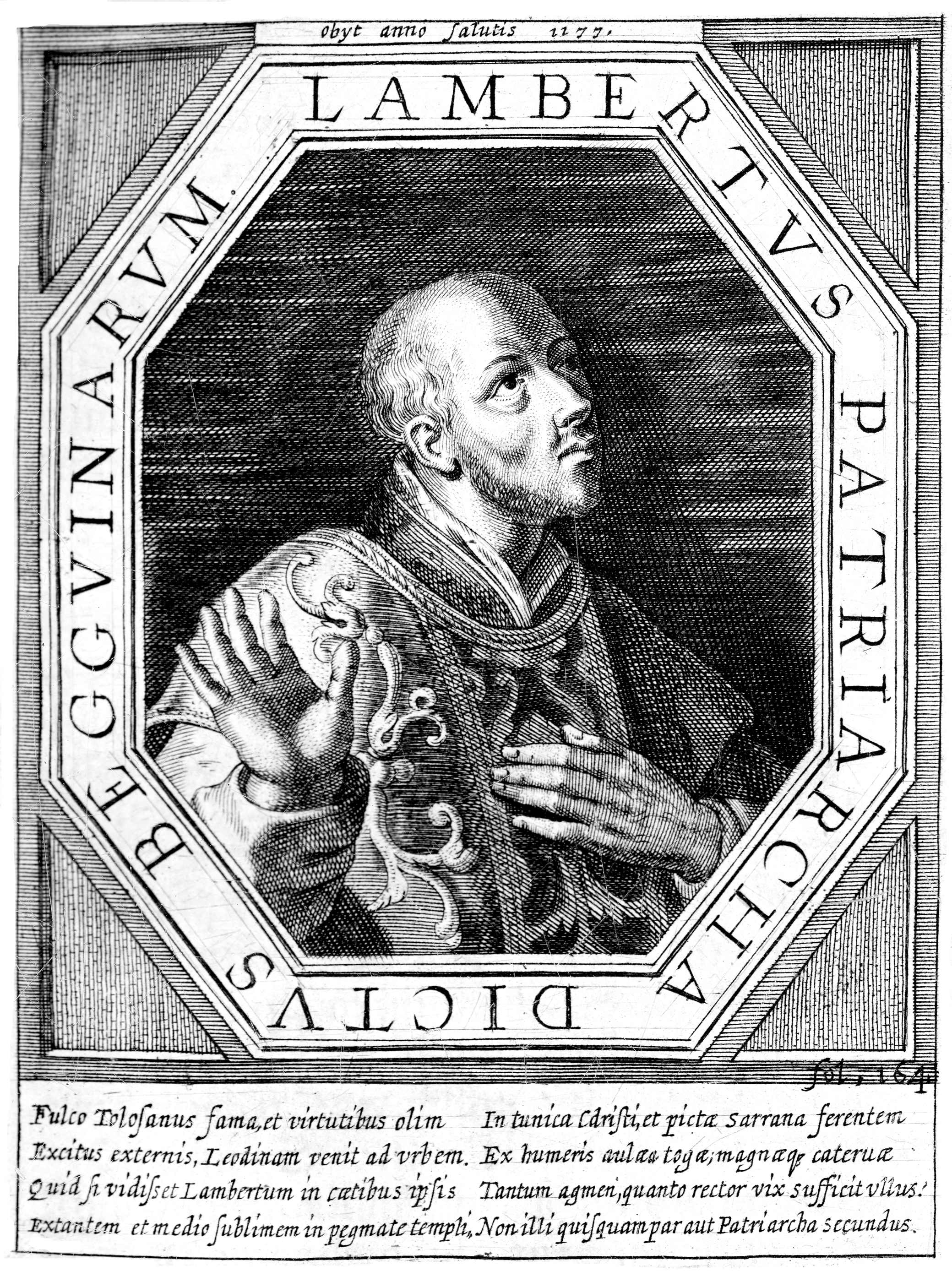
Portrait imaginaire de Lambert le Bègue, « Patriarche des Béguines », tiré de Joseph Geldolph van Ryckel, Vita S. Beggae, Louvain, 1631.

L’idée selon laquelle Lambert serait le fondateur du mouvement béguinal apparaît dès la fin des années 1240 sous la plume du chroniqueur cistercien Gilles d’Orval qui explique dans sa Gesta Episcoporum Leodiensium comment Lambert, présenté comme un héros réformateur, consacre son énergie et ses biens à enseigner une communauté semi-religieuse de femmes ainsi qu’à édifier une chapelle et leur procurer des habitations ; il inaugure ainsi la légende du fondateur de l'« ordre des béguines », légende qui en dotant ce mouvement féminin spontané d’un fondateur masculin, trahit la volonté de le structurer et de l’encadrer.  
Popularisée peu après par Albéric de Trois-Fontaines — qui décrit Lambert comme « le prédicateur le plus fervent de la nouvelle vie religieuse (religio) qui fleurit à Liège et dans ses environs » — puis, vers 1400, par Jean d’Outremeuse, cette tradition est développée par la Contre-Réforme puis reprise et entretenue par des érudits locaux à la fin du XIXe et au cours du XXe siècles.  
De nos jours, il existe encore une rue Lambert-le-Bègue à Liège, qui amène place des Béguinages, non loin de la paroisse Saint-Christophe. Une statue de Lambert le Bègue, dans une posture de prédicateur, réalisée par Léopold Noppius figure parmi la série de personnalités ornant le palais provincial néogothique accolé au Palais des princes-évêques de Liège au XIXe siècle.  

## Œuvres attribuées
Albéric de Trois-Fontaines présente Lambert comme un auteur de langue latine et vulgaire qui, outre de la composition de tables pascales et d'une traduction rythmée des Actes des Apôtres, est crédité de nombre d’écrits savants et de vies de saints. On a conservé de Lambert deux lettres adressées au pape Calixte III et une Apologie, un long mémoire daté de 1176 adressé au pape dans lequel l'auteur répond point par point aux accusations de ses détracteurs et qui nous informe par ailleurs de ses activités de traducteur concernant notamment la Vie et Passion de Sainte Agnès. Ces missives constituent, avec le traité polémique intitulé Antigraphum Petri dont l'attribution est incertaine ainsi que deux lettres de partisans de Lambert et une lettre d'admonestation de Calixte III adressée au prince-évêque de Liège, un dossier de défense rassemblé en 1200 par un compilateur favorable au prêtre liégeois.  
L’inscription qui accompagne un portrait de Lambert dans le psautier conservé à la British Library laisse entendre qu'il pourrait également être l'auteur d'une traduction des Épîtres pauliniennes (« les epistles sain poul mist en nostre lengage »), aujourd'hui perdue.    

### L’Antigraphum Petri
L’Antigraphum Petri est un pamphlet polémique datant du XIIe siècle qui, constitué de trois parties — un Prologus, suivi d'une Epistola Lamberti presbiteri de Tectis ad Petrum et enfin de l’Antigraphum Petri proprement dit —, entend dénoncer le laxisme et la décadence d'un clergé liégeois gangréné par les prévarications, particulièrement les « pseudo-prêtres » (pseudopresbiteri) cupides qui se détournent de la voie tracée par le Christ. Combinant une agilité argumentaire ironique et mordante à une connaissance pointue de la Bible, l'auteur appuie sa démonstration à l'aide d'images et de tournures bibliques dans une exégèse qui met l'accent sur le sens moral et spirituel des Écritures.
Ce texte frappé d'anti-sacerdotalisme est attribué à un certain Pierre qui y expose et défend sa critique radicale à un adversaire prénommé Lambert, prêtre de la paroisse de Tectis (Theux) dans une correspondance probablement fictive. Rédigé en 1153 ou dans les années suivantes, l’Antigraphum à proprement parler est généralement attribué à Lambert lui-même. Cette attribution a néanmoins été remise en question à la fin du XXe siècle pour une hypothèse à son tour critiquée, laissant la question ouverte. Il n'en demeure pas moins que ce document fait partie des éléments produits auprès du pape Calixte III pour la défense du prêtre liégeois, afin qu'il valide l'orthodoxie de son contenu et des critiques portées par Lambert. En définitive, que ce dernier en soit ou non l'auteur, l’Antigraphum a inspiré les lettres du prêtre liégeois au pontife, voire ses prédications.

### Psautiers de Lambert le Bègue

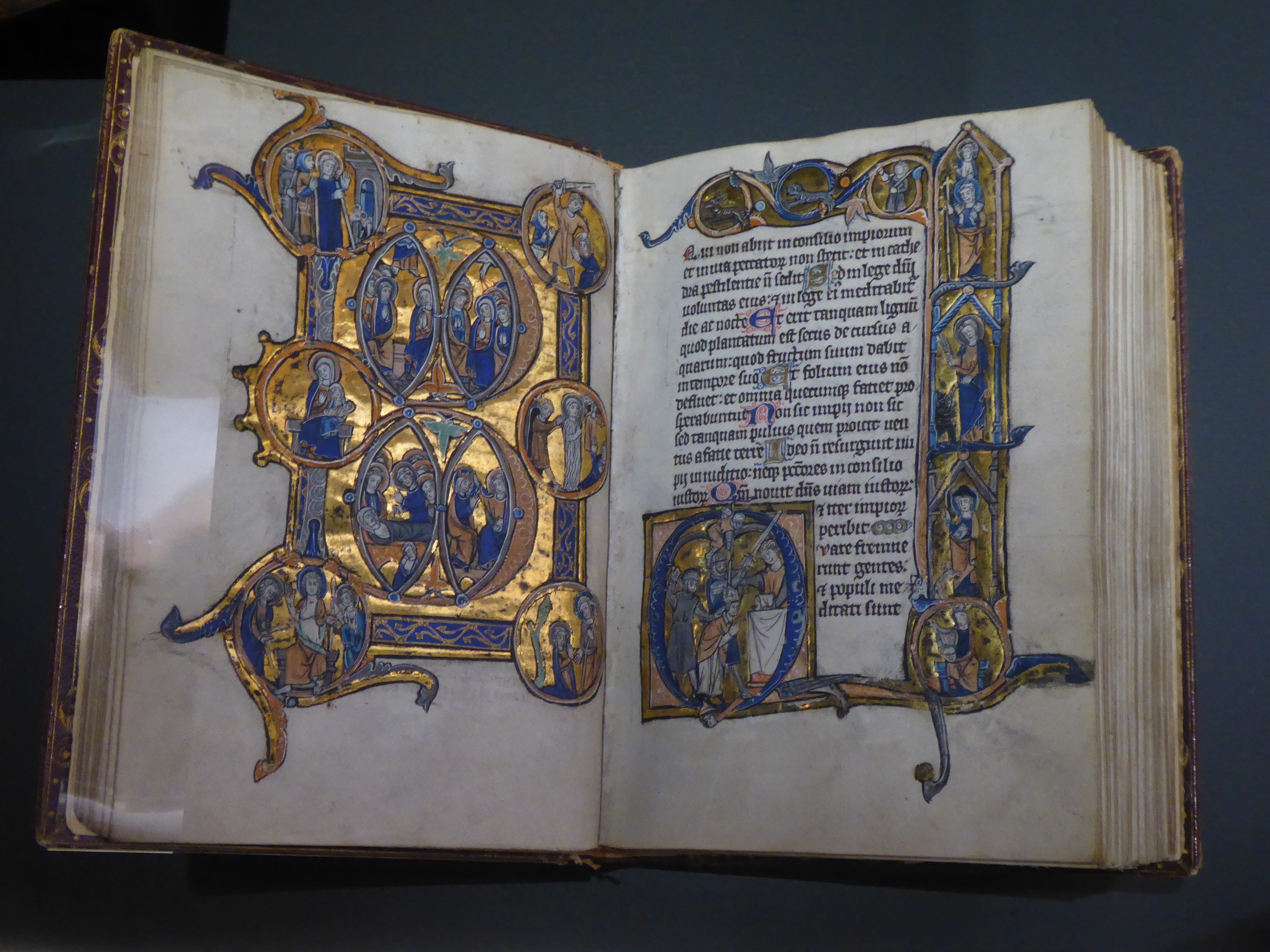
Psautier enluminé dit « de Lambert le Bègue », c.1255-1290, coll. Université de Liège.

Produits essentiellement au cours du XIIIe siècle, les psautiers dits « de Lambert le Bègue » depuis les travaux du philologue Paul Meyer sont des psautiers mosans richement enluminés — considérés comme « monuments de l’art roman »— probablement confectionnés par les béguines ou leur entourage pour être essentiellement diffusés dans des couches sociales supérieures, particulièrement auprès des femmes aisées et probablement avant tout des béguines elles-mêmes. 
On y décèle une influence marquée de l'iconographie propre aux ordres mendiants, particulièrement des dominicains, ce qui a nourri l'hypothèse d'une « collaboration spirituelle » entre les deux milieux. Il existe encore une douzaine de manuscrits identifiés dont dix sont localisés.